# Allerthorpe
Allerthorpe – wieś w Anglii, w hrabstwie East Riding of Yorkshire. Leży 37 km na północny zachód od miasta Hull i 272 km na północ od Londynu. W 2001 miejscowość liczyła 223 mieszkańców.